# Trichogypsia
Trichogypsia is een geslacht van sponsdieren uit de klasse van de Calcarea (kalksponzen).

## Soorten
- Trichogypsia incrustans (Haeckel, 1870)
- Trichogypsia lichenoides (Haeckel, 1872)
- Trichogypsia villosa Carter, 1871